# Artics (Arieja)
Artics (francès Artix) és un municipi francès, situat a la regió d'Occitània, departament de l'Arieja.